# Gewerkschaftshochschule „Fritz Heckert“

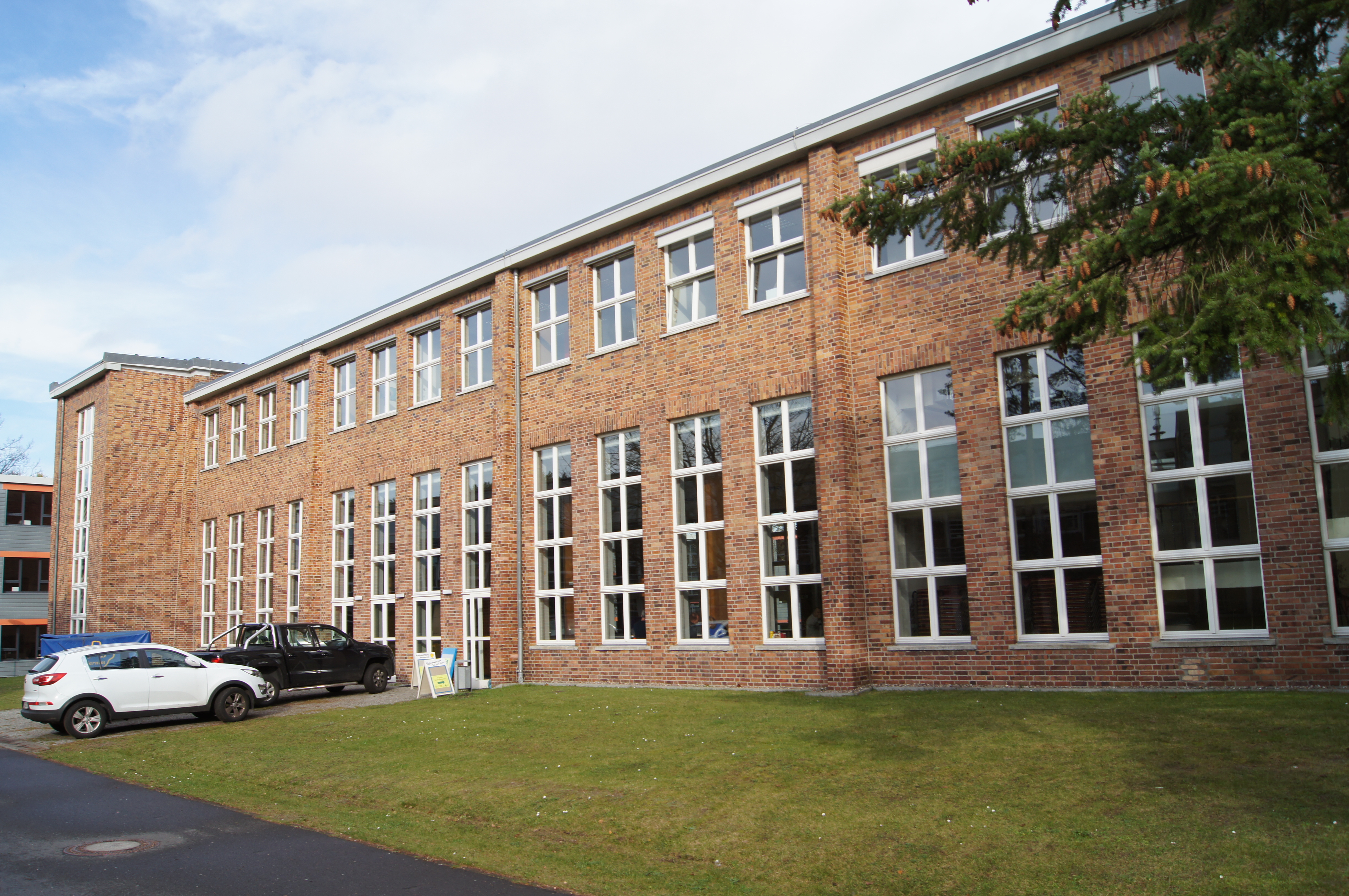
Teil des Schulensembles
Aufnahme von 2013

Die Gewerkschaftshochschule „Fritz Heckert“ in Bernau bei Berlin (Ortsteil Waldfrieden) war von 1946 bis zur Abwicklung 1990 die zentrale Bildungseinrichtung des Freien Deutschen Gewerkschaftsbundes (FDGB) der DDR. Hier erfolgte die Aus- und Weiterbildung für leitende Funktionäre des FDGB und es gab Kurse für ausländische Gewerkschaftskader aus Afrika, dem Mittleren Osten, Lateinamerika und Asien.

## Geschichte

### 1946 bis 1990
Der nach dem Zweiten Weltkrieg gegründete Freie Deutsche Gewerkschaftsbund (FDGB) begann unmittelbar mit der Aus- und Weiterbildung von Gewerkschaftsfunktionären und gründete zu diesem Zweck eine eigene Schule in Berlin. Der erste Lehrgang wurde am 20. Mai 1946 zunächst im Gebäude der Verwaltungsschule Berlin-Köpenick durchgeführt. Am 2. Mai 1947 verlegte die Leitung der Einrichtung die FDGB-Schule nach Bernau in das 1930 nach Plänen des Bauhaus-Architekten Hannes Meyer als Gewerkschaftsschule errichtete Gebäudeensemble. Die Schule erhielt den Ehrennamen Theodor Leipart (ehem. ADGB-Vorsitzender). Diesen Namen behielt sie bis 1951.
1951 erfolgte der Beschluss zur Umwandlung in eine höhere Bildungseinrichtung, die am 6. Januar 1952 als Hochschule der Gewerkschaften eröffnet wurde und den Namen des KPD-Politikers Fritz Heckert erhielt. Bis 1956 wurden ausschließlich Ökonomen ausgebildet. Der ab 1956 verwendete Name Hochschule der Deutschen Gewerkschaften „Fritz Heckert“ wurde 1971 in Gewerkschaftshochschule „Fritz Heckert“ beim Bundesvorstand des FDGB geändert.
Im Zusammenhang mit den stetig steigenden Studentenzahlen ließ der FDGB in den späten 1950er Jahren auf dem Gelände einige An- und Neubauten ausführen und – im Auftrag des Weltgewerkschaftsbundes – wurden auch Studierende aus befreundeten Ländern Afrikas oder Asiens eingeladen.

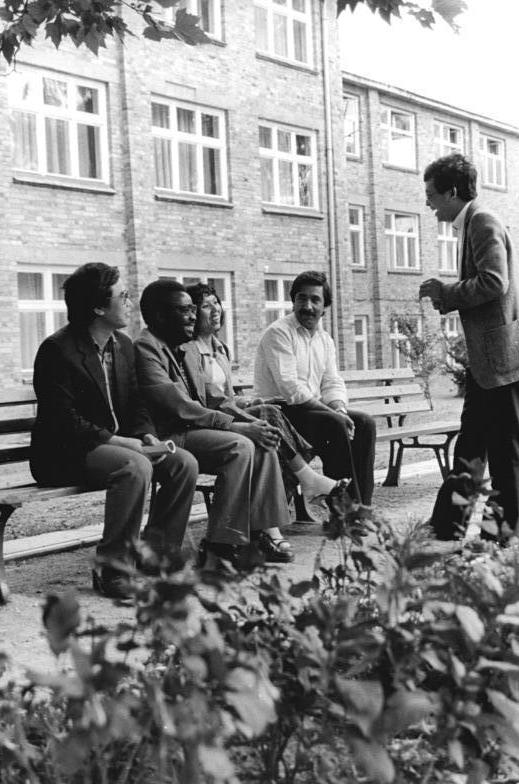
Gaststudenten in der Gewerkschaftshochschule, 1986

1987/88 kam ein neues Internatsgebäude hinzu. In unmittelbarer Nachbarschaft des Geländes der Gewerkschaftshochschule wurde die sogenannte Lehrersiedlung errichtet.

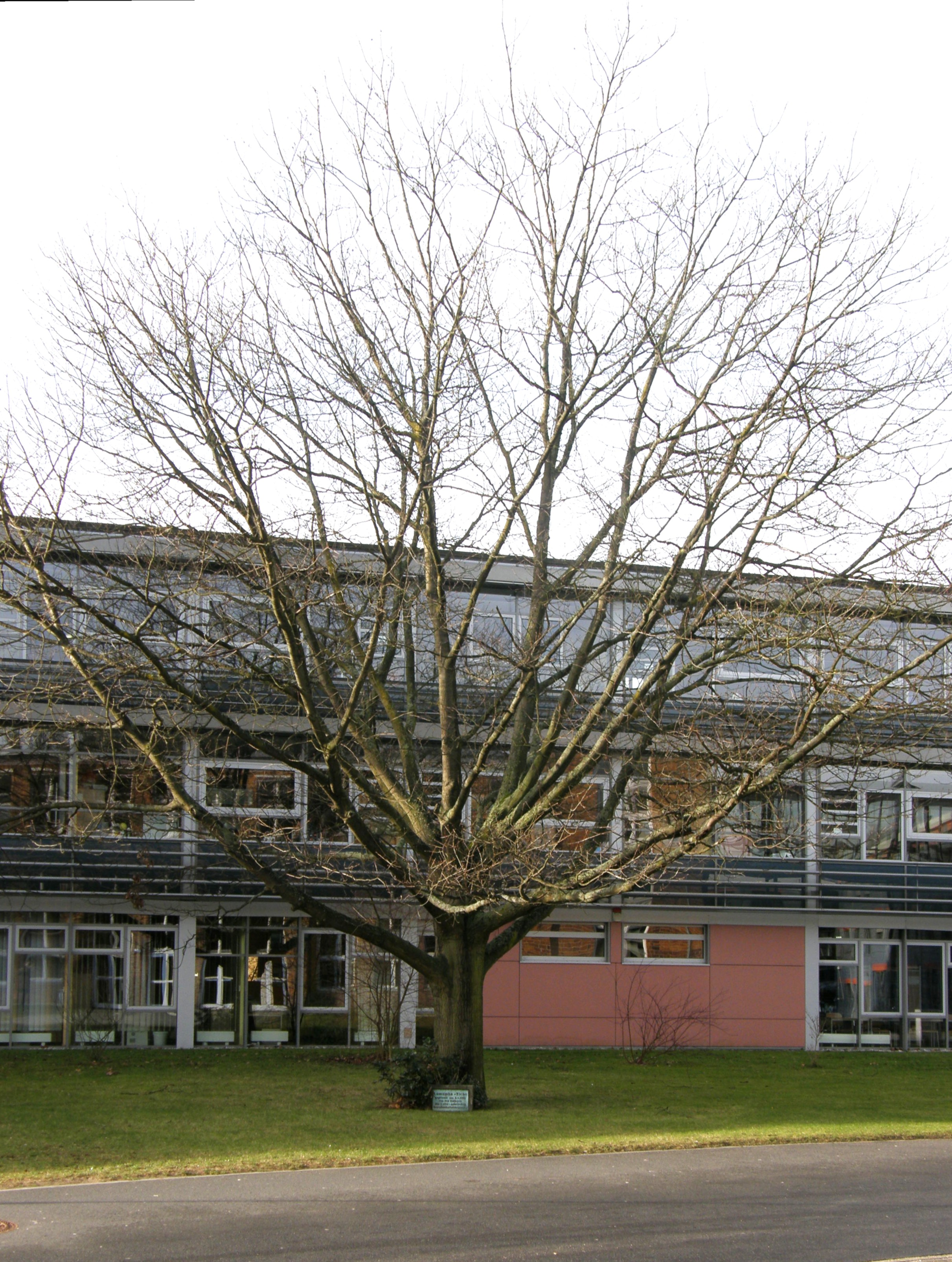
Lumumba-Eiche

Am 5. Mai 1961 haben Teilnehmer des 2. Afro-asiatischen Gewerkschaftslehrgangs die Lumumba-Eiche gepflanzt und ehrten damit den kongolesischen Politiker Patrice Lumumba, der im Januar ermordet worden war. Der Baum steht (inzwischen) vor einem erst 2003/04 hinzugebauten Schulneubau.
In der Zeit von 1947 bis 1990 studierten an der Hochschule tausende Nachwuchskader, die ab 1957 einen Diplomabschluss als Gesellschaftswissenschaftler machten. Neben vielen ausländischen Studierenden lernten hier vor allem zukünftige Gewerkschaftsfunktionäre aller Funktionsebenen. Auch Leiter der FDGB-Ferieneinrichtungen und Direktoren der Sozialversicherungsämter absolvierten ihre Ausbildung an der Hochschule. Die Studienzeit betrug drei Jahre bzw. fünf Jahre im Fernstudium bei teilweisem Verdienstausgleich infolge betrieblicher Delegierung des Studierenden.
Wesentliche Bildungsschwerpunkte waren die Praxis der gewerkschaftlichen Mitbestimmung und Interessenvertretung in den Betrieben, die Durchsetzung des umfassenden Arbeitsrechts, des Arbeitsschutzes und der Arbeitssicherheit. Des Weiteren wurden die Anforderungen des gesetzlichen Sozialversicherungssystems, der Kultur- und Sportpolitik sowie die Geschichte der deutschen- und internationalen Arbeiterbewegung vermittelt. Der letzte Studiengang fand 1989/1990 statt und am 30. September 1990 wurde mit der Auflösung des FDGB die Hochschule geschlossen.

### Nach 1990
Ehemalige Mitarbeiter der Gewerkschaftshochschule gründeten nach der Wende und friedlichen Revolution die Märkische Heimvolkshochschule Helenenau, die bis 2007 ein eigenständiges Bildungsangebot mit europäischer Vernetzung anbot.
Auf dem Gelände befinden sich Schulungs- und Wohngebäude, Spiel- und Sportstätten sowie ein Freibad. In den Gebäuden der abgewickelten Gewerkschaftshochschule betrieb das Land Brandenburg von 1991 bis 1998 die Fachhochschule für öffentliche Verwaltung, gab diesen Standort dann aber auf. Der gesamte Baukomplex wurde danach bis Anfang der 2000er Jahre umfangreich saniert und unter Denkmalschutz gestellt. In einigen Gebäuden haben sich das Barnim-Gymnasium, das Oberstufenzentrum I des Landkreises Barnim und Teile von Behörden des Landes Brandenburg eingerichtet.

## Hochschulleiter
- 1946–1948: Emil Kortmann
- 1948–1949: Karl Fugger
- 1949–1952: Hermann Duncker
- 1952–1954: Karl Fugger
- 1954–1960: Hermann Duncker
- 1960–1968: Karl Kampfert
- 1974–1978: Herbert Felgentreu
- 1978–1989: Horst Schneider
- 1989–1990: Ehrich Geier

Quelle: FDGB-Lexikon